# 汝陽龍屬
汝陽龍屬（意為「汝陽蜥蜴」）是蜥腳類恐龍的一個屬，屬於巨型的巨龍形類，生存於白堊紀前期（約1億2500萬至1億年前）的東亞。化石發現於中國河南省汝陽縣的郝嶺組地層，和黃河巨龍、峴山龍與雲夢龍同屬於白堊紀洛陽盆地的蜥腳類動物群，因而得名。
就軀體比例而言，汝陽龍具有特長的頸部，依據現有頸椎化石的頸部重建長度可達 15.5 公尺，在所有恐龍中僅次於中加馬門溪龍。保守估計汝陽龍的已知最小個體全長至少有 28 公尺，而大部分復原版本的全長皆可超過 30 公尺，體重逾 50 噸，體型很可能超越新疆巨龍與馬門溪龍，或與這兩者持平，是亞洲最大型的恐龍之一。